# Hydrurales
A Hydrurales a sárgamoszatok osztályának egyik rendje.

## Morfológia
Ellipszoid alakú sejtjei 10–12 μm hosszúak és 9–10 μm szélesek. Egyes sejtjei változó, akár 250 μm hosszú fonalakkal rendelkeznek.:71
Szaporítótestei megtermékenyítés nélkül csírázó, csilló nélküli barna protoplazmává redukálódtak.

## Ökológia
Virágzásai sárgásbarnák, és jellemzően az Északi-sark közelében történnek. Az egysejtű sárgamoszatok által okozott sárgásbarna havat gyakran okozza a Hydrurus nemzetség, ennek tagjai a hideg, magas oxigéntartalmú, gyors folyású vizeket kedvelik. Jobbára algák.
Előfordulnak holarktikus hegységekben nagy magasságokban is, a trópusokon nem észlelték.

## Taxonómia
Az alábbi taxonok tartoznak a Hydruralesbe.
| Hydruraceae  | \| Chrysonebula \| Chrysonebula flava \| \| \| Chrysonebula flava \| \| Hydrurus \| Hydrurus foetidus \| \| \| Hydrurus foetidus \| |
|              | \| Chrysonebula \| Chrysonebula flava \| \| \| Chrysonebula flava \| \| Hydrurus \| Hydrurus foetidus \| \| \| Hydrurus foetidus \| |
| Chrysonebula | Chrysonebula flava |
|              | Chrysonebula flava |
| Hydrurus     | Hydrurus foetidus |
|              | Hydrurus foetidus |

| Chrysonebula | Chrysonebula flava |
|              | Chrysonebula flava |
| Hydrurus     | Hydrurus foetidus  |
|              | Hydrurus foetidus  |

## Genetika
SSU rRNS-filogenetika alapján monofiletikus csoport az Ochromonadales, a Chromulinales és a Hibberdiales rendekhez hasonlóan. Két filogenetikai fában elkülönül az Ochromonadalestől és a Synuralestől, de kevesebb gént tartalmazó és sokgénes fákon nem teljesen.
Egy még meg nem nevezett fajának egyes ostoros moszatokhoz, például a Rhabdomonas costata fajhoz és az Acanthaemoba castelaniihoz hasonlóan egyesült malát-szintáz/izocitrát-liáz-génjük van.